# 뮤신 22
뮤신 22는 사람에서 MUC22 유전자에 의해 암호화되는 단백질이다.